# ASAP Twelvyy
ASAP Twelvyy (stylisé A$AP Twelvyy), de son vrai nom Jamel Philips, est un rappeur américain. Il est membre du groupe ASAP Mob.

## Biographie
Membre du groupe ASAP Mob, il participe à leur mixtape Lords Never Worry en 2012. En 2014, il annonce la sortie d'un album solo, L.O.R.D, qui est finalement annulé.
En 2016, il fonde sa propre marque de vêtements, Last Year Being Broke.
En 2017, il sort son premier album, 12, sorti chez RCA Records.
En avril 2020, il sort l'album Before Noon, sorti en indépendant. Durant le processus de création de l'album, le disque dur sur lequel était stocké son projet est volé. Il réussit à sortir l'album malgré tout à partir de quelques morceaux stockés ailleurs,. RapReviews lui attribue une note de 7 sur 10. Le site loue son flow et l'absence d'auto-tune mais déplore des thèmes trop répétitifs. En octobre 2020, il sort l'album Noon Yung. Pour Kazi Magazine, c'est un album « rempli de commentaires sociaux, de récits et de morceaux excitants ».